# 맷 월튼

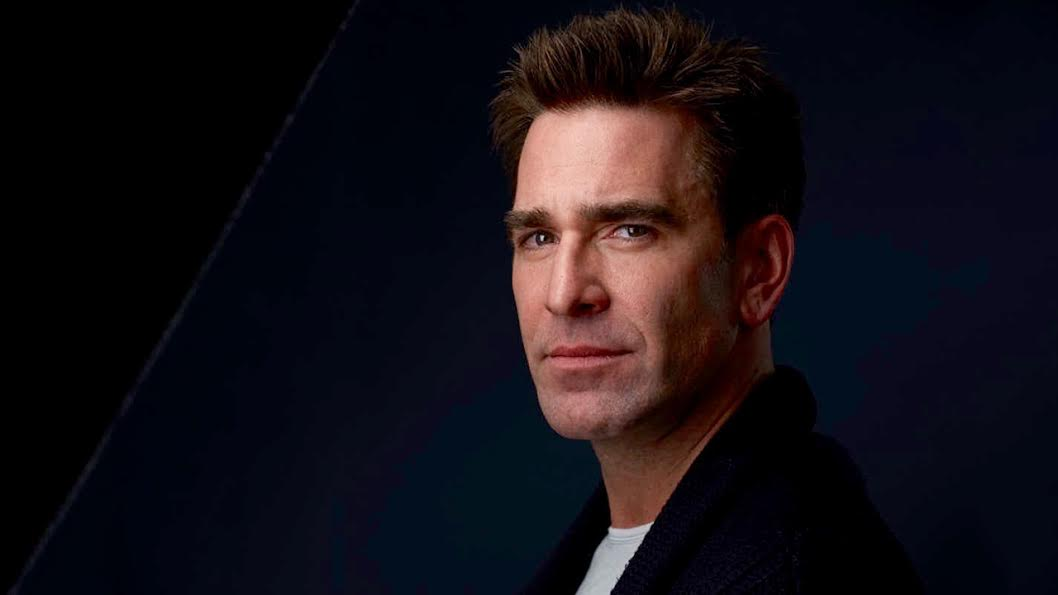

맷 월턴(Matt Walton, 1973년 8월 24일 ~ )은 미국의 배우이다.

## 출연 작품
- 어니언 스포츠돔 (2011년) - 알렉스 레이저 역
- 거대한 (2008년)
- 데스 인 러브 (2008년)
- 번 애프터 리딩 (2008년) - 모닝쇼 진행자 역
- 플란넬 파자마 (2006, Flannel Pajamas)
- 200 아메리칸 (2003년)

### 텔레비전
- 원 라이프 투 리브 (1968년)
- 가딩 라이트 (1952년)